# 格拉斯霍帕 (亞利桑那州)
格拉斯霍帕（英語：Grasshopper）是位於美國亞利桑那州納瓦霍縣的一個非建制地區。該地的面積和人口皆未知。

## 地理
格拉斯霍帕的座標為34°04′32″N 110°37′49″W / 34.07556°N 110.63028°W，而該地的平均海拔高度為1805米（即5922英尺）。